# .38 S&W
Pour les articles homonymes, voir .38.
La cartouche civile pour revolver .38 S&W a été conçue par Smith and Wesson en 1877. Les cartouches .38 Colt New Police et .380 British Service en sont dérivées. Elle est toujours en fabrication en 2008. La société Buffalo Bore continue en 2020 la production de cette munition avec un chargement en poudre pyroxylée (inadaptée aux armes anciennes en poudre noire) en petite série pour le marché américain.

## Histoire
C'est une des plus anciennes cartouches américaines à percussion centrale. Elle a été conçue en 1876 par la firme Smith & Wesson pour le revolver « Perfected » à canon basculant qui a aussi été le premier double action de la marque. Il s'agissait de proposer une munition intermédiaire entre le calibre .32 S&W et le calibre .44.40.
- En 1877, la cartouche d'origine avait une charge de poudre noire de 0,78 gramme et pesait 9,40 grammes. Pour les armes anciennes, les munitions actuelles qui sont chargées à la poudre sans fumée (poudre pyroxylée), ne doivent pas dépasser une pression de 1 200 bars (contre 1 500 bars pour la .38 Special créée en 1902 et 3 000 bars pour la .357 Magnum créée en 1935). Le tir d’une munition moderne dans une arme ancienne nécessite une vérification préalable de l’arme par un armurier.
- La .38/200, ou balle Super Police, version adoptée en Grande-Bretagne en 1930 et réélaborée par la Royal Small Arms d'Enfield avec une charge de poudre sans fumée et une balle de 200 grains (1 grain = 0,065 gramme). Elle est interchangeable avec la munition américaine.
- En 1922 apparaît la balle MK1, adoptée en 1930 comme balle réglementaire de l'armée anglaise, avec aussi une balle de 200 grains.
- En 1939, elle est remplacée par la MK2, balle de même poids chemisée de 178. (voir .380 MK I/MK II)

## Dimensions moyennes
Le terme Calibre 38 signifie à l'origine 38/100e de pouce ou 0,38 pouces (soit 9,65 mm) qui est le diamètre de l'étui.
- Diamètre de la balle : 0,361 inches ou 9,20 mm (mais 9,12 mm pour la .38 Colt New Police et 9,06 mm pour la .380 MK I/MK II alias .380 British Service)
- Diamètre de l'étui au collet : 9,71 mm
- Diamètre de l'étui à la base : 9,80 mm
- Diamètre de l'étui au culot : .440 inches ou 11 mm
- Longueur de la douille : 0,755 inches ou 19,70 mm (19,81 pour la New Police)
  - .380 short ou court : mini/max 0,650/0,725 inches
  - .38 Short Colt : 0,662/0,780 inches
  - .38 S&W court : 0,725/0,794 inches
  - .38 Long Colt : 0,860/1,053 inches
  - .380 long : 0,925/1,020 inches
- Longueur totale de la cartouche : 1,240 inches ou 31,51 mm (30,48 pour la New Police)

## Charge
A existé en 158, 195 et 200 grains.

## Balistique indicative
- Masse de la balle : 9,5 g
- Vitesse initiale : 209–223 m/s
- Énergie initiale : 203-233 J

## Désignations synonymes
- .38 S&W
- .38 Court
- .380 ou 380-200
- .380 British Mk ll (blindée, parfois trop longue)
- .38 Colt New Police[2]
- .380 RIM

## Armes encalibre.38 S&W ou 38/200
- Smith & Wesson modèle 2 dit ".38 single action", premier S&W en .38 S&W (1876-1911).
- Smith & Wesson modèle 2 dit ".38 Double Action" (1880-1913), variante en double action.
- Smith & Wesson Safety Hammerless (1887)
- Smith & Wesson Hand Ejector Military & Police (1899)
- Smith & Wesson Victory Model, variante du Military & Police
- Smith & Wesson modèle n°11 variante tardive du Military Police en .38 S&W (1957-1965)
- Colt Pocket Positive
- Ruger Security Six et Ruger Service Six, chambrés en .38 S&W mais dénommé .380 Rim. Il s'agit d'une commande spéciale pour l'Inde, à la fin des années 1980. Il s'agit de la dernière arme de série fabriquée pour du .38 S&W. Le .38 Special l'ayant depuis totalement remplacé.